# 법동항
법동항(法東港)은 대한민국 경상남도 거제시 거제면 법동리에 있는 어항이다. 2003년 2월 3일 어촌정주어항으로 지정하여 관리하고 있다. 시설관리자는 거제시장이다.

## 어항 연혁
- 본래 둔덕면(屯德面)에 속하는 동쪽 법둥개라는 언덕 밑에 개촌마을이다.

## 어항 구역
- 수역: 미지정(거제시 거제면 법동리 507-8번지 수역)
- 육역: 미지정

## 어항 시설
- 물양장, 선착장

## 주요 어종
- 굴 멍게, 멸치, 장어